# Dominique Gallois
Dominique Tilkin Gallois ou simplesmente Dominique Gallois (Xangai, China, 1950) é uma antropóloga belga com estudos sobre povos indígenas situados na Guiana Francesa, no Suriname e nos estados brasileiros do Amapá e do Pará. 
Ela é uma das principais etnólogas de referência no Brasil, possuindo estudo pioneiro sobre o xamanismo praticado pelo povo Wajãpi.

## Vida
Filha de pai diplomata que atuava a serviço do reino da Bélgica, Dominique Gallois nasceu em 1950, na cidade de Xangai (China), porém, passou a infância em vários países (ex.:, Venezuela e Itália), tendo morado inclusive no Brasil no final da década de 1960, em razão da profissão na área diplomática exercida por seu pai.
Dominique Gallois se formou em Ciências Sociais, Econômicas e Políticas na francófona Universidade Livre de Bruxelas, no ano de 1974, tendo defendido trabalho na graduação sobre a situação dos indígenas mexicanos no período da revolução de 1910 denominado Les théories indigenistes au Mexique, de 1920 à nos jours.
Durante esse período que envolveu sua graduação, apesar de ter se deparado com professores que ensinavam Antropologia sob um viés colonizador que inferiorizava os povos não europeus, ela teve contato com outras perspectivas teóricas que rejeitavam essa visão colonial, especialmente a obra Tristes Trópicos do antropólogo francês Claude Lévi-Strauss e as aulas de Etnologia Africanista ministradas pelo professor e antropólogo belga Luc de Heush.
Em 1975, Dominique Gallois se casa e decide mudar para o Brasil, onde irá estudar fazer uma especialização por meio de um acordo bilateral entre o Brasil e a Bélgica. A partir das investigações desenvolvidas desde então, desenvolveria pesquisas que resultariam na obtenção de um mestrado em Antropologia Social na Universidade de São Paulo, após defesa de dissertação em 1980. Depois de realizar investigações etnológicas com os povos Tiriyó, Karipuna e Galibi do Oiapoque, ingressaria no doutorado, onde consolidaria seus estudos com os Wajãpi, concluindo o seu doutoramento, em 1988, também na área de Antropologia Social perante a USP.
Durante a suas pesquisas etnológicas, ela desenvolve uma militância política indigenista em favor dos povos indígenas, tendo sido uma das fundadoras em 1979 do Centro de Trabalho Indigenista (CTI), ONG que atuava no controle territorial e gestão ambiental, além de ações de formação de pesquisadores indígenas, tendo contribuído para a formação de professores indígenas, além do fortalecimento cultural das próprias sociedades indígenas, como os wajãpi.
Ingressou como professora no Departamento de Antropologia da USP em 1985, onde ensinou disciplinas da graduação como Antropologia III: Estruturalismo, Antropologia IV: Introdução à Etnologia Indígena, Estudos de Cultura Material, Etnologia Indígena: cosmologias comparadas, e Tradição oral.
Em 1988, ela defendeu a tese de doutorado O movimento na cosmologia waiãpi: criação, expansão e transformação do universo na USP sob orientação da professora Lux Boelitz Vidal. Este trabalho é um premiado trabalho pioneiro sobre a cosmovisão religiosa do povo Wajãpi, inclusive estudando as implicações socioculturais da arte kusiwa naquela população indígena.

## Realizações

### Pesquisas em etnologia indigenista
Dominique Tilkin Gallois é a principal referência brasileira nos estudos antropológicos sobre a cultura indígena Wajãpi. Além de desenvolver pesquisas sobre os Wajãpi, ela também coordenou pesquisas sobre as relações interétnicas dos povos indígenas da Amazônia, tendo identificado complexidades socioculturais nos contatos existentes entre esses povos que inovaram as pesquisas etnográficas sobre o tema, abrindo novas perspectivas teóricas sobre o debate envolvendo o isolamento dos povos indígenas, considerando as relações interétnicas que tais comunidades tendem a estabelecer.

### Militância indigenista
Dominique Tilkin Gallois participou da fundação de diversas ONGs voltadas para atuação política indigenista em favor dos povos indígenas como o CTI, fundado em 1979, e o Instituto de Pesquisa e Formação Indígena (Iepé), fundado posteriormente por Gallois em conjunto com outros professores da USP.
Ela também foi ativista em favor dos direitos dos povos indígenas assessorando tecnicamente a Comissão Pró-Índio de São Paulo (CPI-SP), do Centro Ecumênico de Documentação e Informação (Cedi) e do Conselho Indigenista Missionário (CIMI).

### Engajamento por meio de produções artísticas
Entre o final da década de 1980 e a década de 1990, ela se dedicou à realização de documentários, especialmente as produções audiovisuais produzidas por meio do projeto “Vídeo nas aldeias”, realizado com apoio do CTI, como o vídeo-documentário Festa da moça (1987), dirigido pelo antropólogo Vincent Carelli. No documentário filmado em 1987, focou-se no ritual de iniciação feminina em uma aldeia Nambiquara, situada no norte do Mato Grosso.
Ela foi co-diretora de alguns documentários com temática indigenista, junto com Vincent Carelli, destacando-se:
- A arca dos Zo'e (1993), o qual recebeu os prêmios "Sol de ouro" no Cine-Fest Rio (1993), JVC President Award no 16th Tokyo Video Festival (1993) e on Prix du Court-Métrage no "16eme Fetival international de films ethnographiques et sociologiques Cinema du Réel" (1994)[1];
- Placa não fala (1996)[1];
- Segredos da Mata (1998)[1].

## Prêmios
Além de ter obtido menção honrosa conferida pela Associação Nacional de Pós-Graduação em Ciências Sociais (ANPOCS) em 1989 pelas pesquisas realizadas em sua própria tese de doutorado, Dominique Gallois orientou as seguintes dissertações de mestrado e teses de doutorado que foram premiadas:
- Tese de doutorado Entre plantas e palavras. Modos de constituição de saberes entre os Wajãpi (AP), defendida por Joana Cabral de Oliveira (Prêmio ANPOCS em 2013)[10];
- Tese de doutorado Caminhos de saberes Guarani Mbya: modos de criar, crescer e comunicar, defendida por Adriana Queiroz Testa (Prêmio Tese Destaque USP em 2017)[10];
- Dissertação de mestrado O perecível e o imperecível: lógica do sensível e corporalidade no pensamento guarani-mbya, defendida por Daniel Calazans Pierri (Série Produção Acadêmica Premiada FFLCH/USP)[10].

## Escritos

### Principais livros
- Migração, Guerra e Comércio: Os Waiãpi na Guiana. São Paulo: USP, 1986.[1]
- Mairi Revisitada: A Reintegração da Fortaleza de Macapá na Tradição Oral dos Waiãpi (1994).[2][1]
- Kusiwa: pintura corporal e arte gráfica Wajãpi. Rio de Janeiro: Museu do Indio - Funai, 2002.
- Patrimônio cultural imaterial e povos indígenas: exemplos do Amapá e norte do Pará. São Paulo: Iepé, 2006.
- Expressão gráfica e oralidade entre os Wajãpi. Rio de Janeiro: Instituto do Patrimônio Histórico e Artístico Nacional, 2006.
- Terra Indígena Wajãpi. Da demarcação às experiências de gestão territorial. São Paulo: Instituto de Pesquisa e Formação Indígena - Iepé, 2011.

### Principais capítulos e artigos acadêmicos
- A Casa Waiapi. In: Sylvia Caiuby Novaes. (org.). Habitações indígenas. São Paulo: Nobel, 1983.[1]
- O Discurso Waiapi Sobre o Ouro - Um Profetismo Moderno. Revista de Antropologia, São Paulo, v. 30, p. 4570-4680, 1989.[1]
- Xamanismo Waiãpi: Nos Caminhos Invisíveis, A Relação I-Paie. In: Jean Langdon (Org.). Xamanismo no Brasil:  novas perspectivas. Florianópolis: UFSC, 1996.[1]
- Brazil: the Case of the Waiãpi. In: Gray, A; Paradella, A; Newing, H. (org.). From principle to practice: indigenous peoples and biodiersity conservation in Latin America. Copenhagen: IWGIA, 1998.
- Participação indígena: a experiência da demarcação Waiãpi. In: PPTAL/FUNAI. (Org.). Demarcações de terras indígenas na Amazônia. Brasília: PPTAL/FUANAI/GTZ, 1999.
- Sociedades indígenas e desenvolvimento: discursos e práticas, para pensar a tolerância. In: Luis Donisete Benzi Grupioni, Lux Vidal, Roseli Fischmann. (Org.). Povos indígenas e tolerância. São Paulo: Edusp, 2001.
- Programa Educação Waiãpi: reivindicações indígenas versus modelos de escolas. In: Aracy Lopes da Silva, Mariana Kawall Ferreira (Org.). Práticas Pedagógicas na Escola Indígena. São Paulo: Global, 2001.
- De sujets à objets: défis de la patrimonialisation des arts et savoir indigènes. In: Luis Donisete Benzi Grupioni (Org.). Brésil Indien. Paris: Réunion des Musées Nationaux, 2005.
- Os Wajãpi em frente da sua cultura. Revista do Patrimônio Histórico e Artístico Nacional, v. 32, p. 110-129, 2005.
- Desafios y traducciones de la diferencia cultural en la Amazonia Brasileña. In: Calavia, Oscar; Gimeno, Juan Carlos; Rodrigues, Maria Eugenia. (Org.). Neoliberalismo, ONGs y pueblos indígenas en América Latina. 2. ed. Málaga: SEPHA, 2007.
- Gêneses waiãpi, entre diversos e diferentes. Revista de Antropologia, São Paulo, v. 50, p. 45-83, 2007.
- Patrimoines indigènes: de la culture 'autre' à la culture 'pour soi'. In: Marianne Thys (Org.). Índios no Brasil. Bruxelles & Anvers: Europalia International & Ludion, 2011.
- A escola como problema: algumas posições. In: Manuela Carneiro da Cunha, Pedro de Niemeyer Cesarino. (Org.). Políticas culturais e povos indígenas. São Paulo: Editora UNESP, 2014.
- Algumas aproximações entre etnologia, história e arqueologia. Teoria & Sociedade (UFMG), v. 24/2, p. 1-17, 2018.